# James Winston
James Duarte Winston va ser un jugador de rugbi a 15 estatunidenc que va competir a començaments del segle xx.
El 1920 va ser seleccionat per jugar amb la selecció dels Estats Units de rugbi a 15 que va prendre part en els Jocs Olímpics d'Anvers, on guanyà la medalla d'or. Tot i no jugar cap partit el Comitè Olímpic Internacional el llista com a medallista. Un mes després de guanyar el títol olímpic, disputà un partit contra França, perdent en aquesta ocasió per 14 a 5.